# Podul rutier Rezina–Rîbnița
Podul Rezina–Rîbnița este un pod peste Nistru din Republica Moldova, care, face legătura dintre localitățile Rezina din raionul Rezina și Rîbnița din Raionul Rîbnița, în plan rutier.

## Istoric

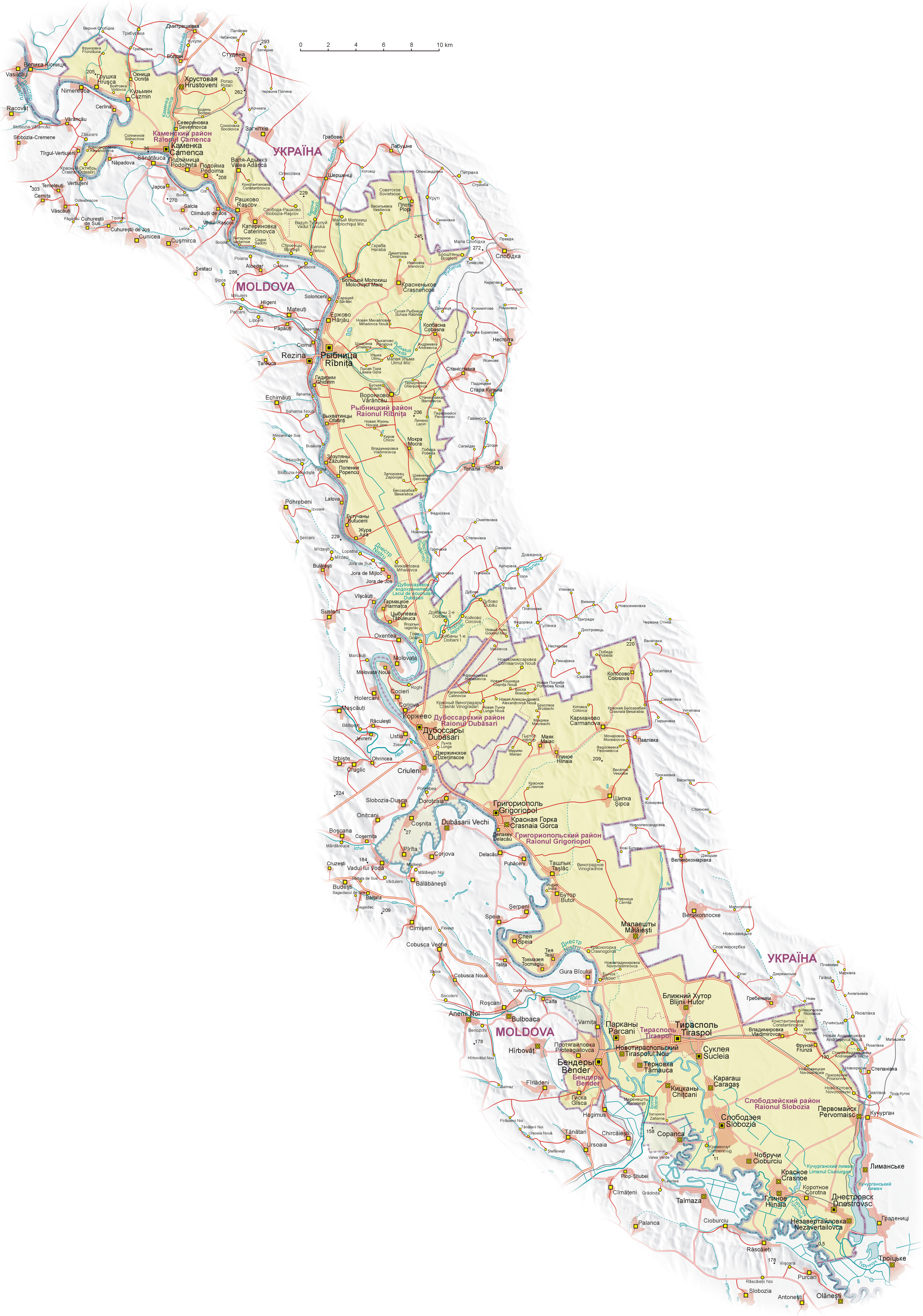
Legături cu raioanele Republicii Moldova din stânga Nistrului.

## Caracteristici
Podul are 4 benzi de circulație rutieră și trotuare pe ambele sensuri.

## Vezi si
- Transportul în Republica Moldova